# Lac de Géronde
 (décembre 2014).
Si vous disposez d'ouvrages ou d'articles de référence ou si vous connaissez des sites web de qualité traitant du thème abordé ici, merci de compléter l'article en donnant les références utiles à sa vérifiabilité et en les liant à la section « Notes et références ».
Le lac de Géronde est un lac situé sur la commune valaisanne de Sierre en Suisse.

## Géographie

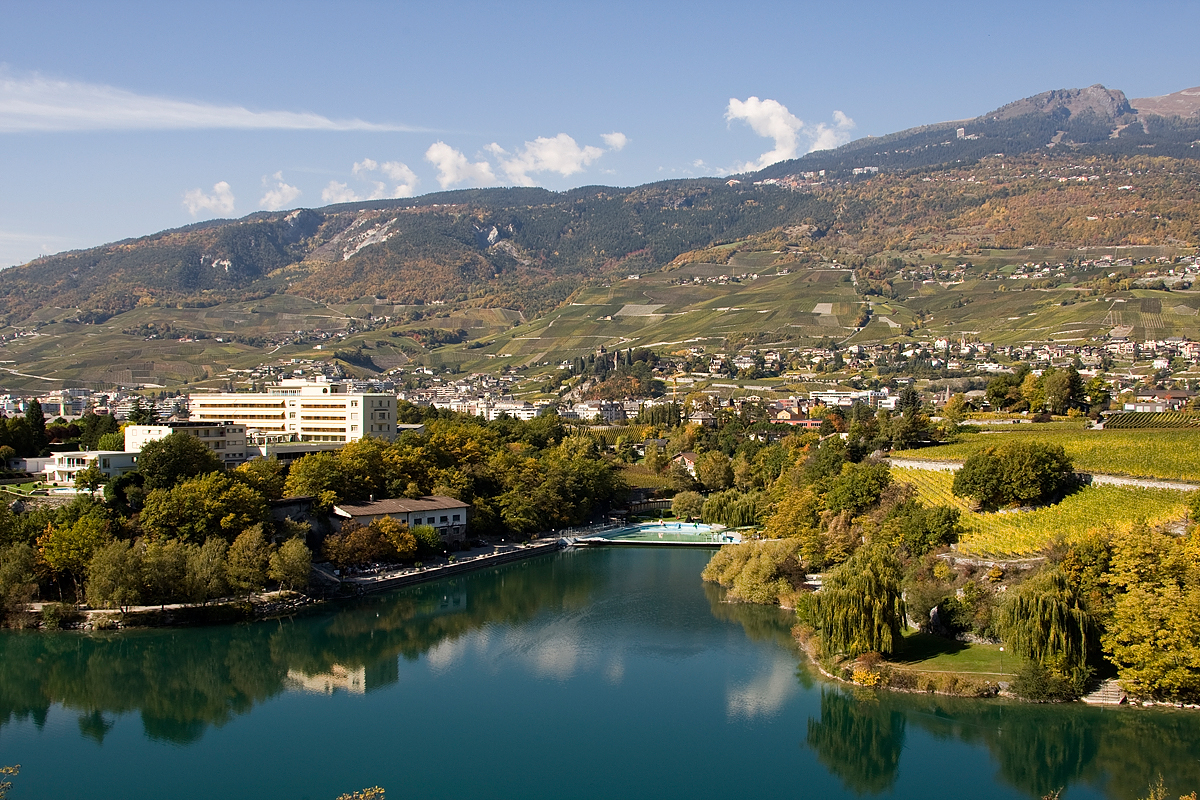
Lac de Géronde

La superficie du lac, situé à une altitude de 523 mètres, est de 5,5 hectares.
Il est composé de deux étendues d'eaux qui ont pris le nom de « petit lac » et « lac principal ».